# Carex tianmushanica
Carex tianmushanica är en halvgräsart som beskrevs av Chao Zong Zheng och X.F.Jin. Carex tianmushanica ingår i släktet starrar, och familjen halvgräs. Inga underarter finns listade i Catalogue of Life.